# Oh! (álbum)
Oh! é o segundo álbum de estúdio do girl group sul-coreano Girls' Generation. Foi lançado em 28 de janeiro de 2010 na Coreia. Ele apresenta o single principal "Oh!".
O álbum foi relançado em março de 2010, e "Run Devil Run" tornou-se o segundo single do álbum.

## História
O interesse inicial pelo álbum foi alto, sendo que as pré-encomendas físicas e online totalizaram 150.000 cópias. Em seu primeiro dia de vendas, Oh! vendeu 30.000 cópias. O álbum foi lançado em mais de 80 países, incluindo Estados Unidos, Canadá, Inglaterra, França, Japão, China e Irlanda via iTunes em 8 de fevereiro de 2010.
O grupo iniciou a promover seu álbum no programa Music Core da MBC, em 30 de janeiro. O grupo também apresentou "Show! Show! Show!" como parte de sua volta aos palcos em especial no Music Core e no The Music Trend da SBS.
Após o lançamento completo do álbum, várias faixas de Oh! estiveram listadas entre as dez primeiras de diversas paradas musicais.
Em abril de 2010, uma das canções do álbum, intitulada "영원히 너와 꿈꾸고 싶다 (Forever)" foi apresentada no OST do drama Pasta.

### Relançamento
A versão "repaginada" do álbum foi lançada em março, com um novo conceito em torno do tema "Dark Girls' Generation". O novo single "Run Devil Run" foi lançado como single digital em 17 de março de 2010. Uma demonstração, a primeira versão da canção foi originalmente gravada por Kesha; no entanto, os direitos da música foram vendidos para a SM Entertainment e, posteriormente, atribuídos ao Girls' Generation. O vídeo musical foi lançado em 18 de março, com sua primeira apresentação no Music Bank da KBS.
A SM Entertainment mais tarde afirmou que Yoona seria a garota de capa.

## Divulgação
"Oh!" foi apresentada pela primeira vez ao vivo em 30 de janeiro de 2010 no Music Core da MBC, como parte do "comeback stage" do grupo. Elas também apresentaram a canção "Show! Show! Show!". No entanto, houve um erro técnico na transmissão da MBC, com alguns segundos de ar morto perto do final da performance; a rede foi subsequentemente inundada com reclamações. O incidente foi então parodiado no YouTube, sendo incluído em clipes do drama coreano IRIS, recebendo atenção dos internautas coreanos. O grupo prosseguiu com sua segunda performance, no dia seguinte, no The Music Trend.
Começando em 11 de março de 2010, fotos dos membros foram lançadas online demonstrando um conceito obscuro, denominado Black SoShi. Durante a divulgação da canção, um aplicativo oficial no iPhone foi lançado, disponibilizado nas versões gratuita e paga. A versão gratuita apresentava prévias de 30 segundos de todas as músicas do álbum, o clipe de "Run Devil Run" e algumas fotografias. A versão paga apresentava as versões completas de todas as canções do álbum, os clipes de "Run Devil Run", "Gee", "Oh!" e "Genie", e uma galeria de fotos. Elas concluíram a divulgação em 2 de maio de 2010, através do Inkigayo da SBS.
Elas promoveram o álbum com a turnê Girls' Generation Tour que começou em 23 de julho de 2011 no Olympic Fencing Gymnasium, Seoul, Coreia do Sul, e encerrou na Impact Arena, Bangkok, Tailândia em 12 de fevereiro de 2012.

## Singles
Kenzie, compositor que anteriormente compôs o single de estreio do grupo, "Into the New World", também compôs "Oh!". "Oh!" foi lançada digitalmente em 25 de janeiro de 2010. A canção rapidamente atingiu o topo de várias paradas musicais digitais apenas 10 minutos após o lançamento. Eventualmente, a canção atingiu a primeira posição da Gaon Music Chart.
"Run Devil Run" foi escrita pelos compositores americanos Alex James e Busbee, com o compositor sueco Kalle Engström. A canção foi inicialmente gravada pela cantora-compositora Ke$ha em 2008 durante a pré-produção de seu álbum de estreia, Animal. Entretanto, Ke$ha não incluiu a canção no álbum. Dessa forma, a canção permaneceu intocada pelos dois anos seguintes até que os executivos da Universal Music Group vendeu os direitos da faixa para a SM Entertainment e, posteriormente, o compositor coreano Hong Ji-yoo traduziu e adaptou a versão em inglês da canção para o coreano. Seu primeiro #1 na televisão foi no Music Bank da KBS, aonde ganhou de "Lupin" de Kara e "Jalmothaesseo" de 2AM. Além disso, "Run Devil Run" permaneceu no topo da Gaon Music Chart por duas semanas.

### Outras canções
Todas as canções de Oh! apareceram na Gaon Digital Chart.
A canção "Star Star Star" vendeu 1.480.417 cópias digitais, ao passo que a "Show Show Show" vendeu 1.020.710 cópias digitais em 2010.

## Lista de faixas
| Oh! | |                              | |                                            |         |  |
| N.º | Título | Letras                       | Música | Título em inglês                           | Duração |  |
| 1.  | "Oh!" | Kim Yeong-hoo, Kim Jeong-bae | Kenzie |                                            | 3:07    |  |
| 2.  | "Show! Show! Show!" | Kim Bumin                    | Hitchhiker |                                            | 3:34    |  |
| 3.  | "뻔 & Fun (Sweet Talking Baby)"                                                                                          | Song Jaewon                  | Double J Show | Fun & Fun (Sweet Talking Baby)             | 3:31    |  |
| 4.  | "영원히 너와 꿈꾸고 싶다 (Forever)" (Yeongwon-hi Neowa Kkumkkugo Sipda (Forever))                                        | Kim Jinhwan                  | Kim Jinhwan | I Want to Dream with You Forever (Forever) | 4:40    |  |
| 5.  | "웃자 (Be Happy)" (Utja (Be Happy))                                                                                      | E-Tribe                      | E-Tribe, J-STA, Gong Hyunsik | Let's Laugh (Be Happy)                     | 3:31    |  |
| 6.  | "화성인 바이러스 (Boys & Girls)" (com Key do Shinee (Hwaseong-in Baireoseu (Boys & Girls)))                              | Hwang Chanhee, Jo Eunhee     | Hwang Chanhee, Park Junho | Martian Virus (Boys & Girls)               | 3:46    |  |
| 7.  | "카라멜 커피 (Talk to Me)" (Dueto de Jessica e Tiffany (Kalamel Keopi (Talk to Me)))                                     | Kim Heewon                   | Machan Taylor, Jo Yonghun | Caramel Coffee (Talk to Me)                | 3:28    |  |
| 8.  | "별별별 (☆★☆)" (Byeol Byeol Byeol (☆★☆))                                                                                 | E-Tribe                      | E-Tribe, Go Myungjae | Star! Star! Star! (☆★☆)                    | 4:41    |  |
| 9.  | "무조건 해피엔딩 (Stick wit U)" (Mujogeon Haepiending)                                                                   | Lee Jae Myoung               | Lee Jae Myoung | Just Happy Ending (Stick wit U)            | 2:49    |  |
| 10. | "좋은 일만 생각하기 (Day by Day)" (Taeyeon, Jessica, Tiffany, Seohyun, Sunny (Joh-eun Ilman Saeng-gakhagi (Day by Day))) | Yoo Young-suk                | Yoo Young-suk, MIHO | Thinking Only of Good Things (Day by Day)  | 4:01    |  |
| 11. | "Gee" (Faixa bônus) | E-Tribe                      | E-Tribe |                                            | 3:20    |  |
| 12. | "소원을 말해봐 (Genie)" (Faixa bônus (Sowon-eul Malhaebwa (Genie)))                                                      | Yoo Young-jin                | Harambasic, Nermin/Jenssen, Robin/Svendsen, Ronny/Wik, Anne Judith/ Schjoldan, Fridolin Nordso, Yoo Young-jin (melodia adicional), Yoo Han-jin | Tell Me Your Wish (Genie)                  | 3:50    |  |

| Run Devil Run – relançamento | |                              | |                                            |         |  |
| N.º                          | Título | Letras                       | Música | Título em inglês                           | Duração |  |
| 1.                           | "Run Devil Run" | Hong Ji-yoo                  | Busbee, Alex James, Kalle Engstrom |                                            | 3:20    |  |
| 2.                           | "Oh!" | Kim Yeong-hoo, Kim Jeong-bae | Kenzie |                                            | 3:07    |  |
| 3.                           | "Echo" | Taehoon                      | Troelsen, Thomas/Sigvardt, Mikkel Remee/ Lucas Secon                                                                                           |                                            | 3:30    |  |
| 4.                           | "별별별 (☆★☆)" (Byeol Byeol Byeol (☆★☆) (versão R&B acústica))                                                           | E-Tribe                      | E-Tribe, Go Myungjae | Star! Star! Star! (☆★☆)                    | 4:29    |  |
| 5.                           | "Show! Show! Show!" | Kim Bumin                    | Hitchhiker |                                            | 3:38    |  |
| 6.                           | "뻔&Fun (Sweet Talking Baby)"                                                                                            | 송재원                       | Double J Show |                                            | 3:30    |  |
| 7.                           | "영원히 너와 꿈꾸고 싶다 (Forever)"                                                                                      | Kim Jinhwan                  | Kim Jinhwan | I Want to Dream with You Forever (Forever) | 4:40    |  |
| 8.                           | "웃자 (Be Happy)" (Utja (Be Happy))                                                                                      | E-Tribe                      | E-Tribe, J-STA, Gong Hyunsik | Let's Laugh (Be Happy)                     | 3:31    |  |
| 9.                           | "화성인 바이러스 (Boys & Girls)" (com Key of Shinee (Hwaseong-in Baireoseu (Boys & Girls)))                              | Hwang Chanhee, Jo Eunhee     | Hwang Chanhee, Park Junho | Martian Virus (Boys & Girls)               | 3:46    |  |
| 10.                          | "카라멜 커피 (Talk to Me)" (Dueto de Jessica e Tiffany (Kalamel Keopi (Talk to Me)))                                     | Kim Heewon                   | Machan Taylor, Jo Yonghun | Caramel Coffee (Talk to Me)                | 3:28    |  |
| 11.                          | "별별별 (☆★☆)" (Byeol Byeol Byeol (☆★☆))                                                                                 | E-Tribe                      | E-Tribe, Go Myungjae | Star! Star! Star! (☆★☆)                    | 4:41    |  |
| 12.                          | "무조건 해피엔딩 (Stick wit U)" (Mujogeon Haepiending)                                                                   | Lee Jae Myoung               | Lee Jae Myoung | Just Happy Ending (Stick wit U)            | 2:49    |  |
| 13.                          | "좋은 일만 생각하기 (Day by Day)" (Taeyeon, Jessica, Tiffany, Seohyun, Sunny (Joh-eun Ilman Saeng-gakhagi (Day by Day))) | Yoo Young-suk                | Yoo Young-suk, MIHO | Thinking Only of Good Things (Day by Day)  | 4:01    |  |
| 14.                          | "Gee" (Faixa bônus) | E-Tribe                      | E-Tribe |                                            | 3:20    |  |
| 15.                          | "소원을 말해봐 (Genie)" (Faixa bônus (Sowon-eul Malhaebwa (Genie)))                                                      | Yoo Young-jin                | Harambasic, Nermin/Jenssen, Robin/Svendsen, Ronny/Wik, Anne Judith/ Schjoldan, Fridolin Nordso, Yoo Young-jin (melodia adicional), Yoo Han-jin | Tell Me Your Wish (Genie)                  | 3:50    |  |

## Tabelas musicais

### Tabelas semanais
| Tabelas musicais (2010)                         | Melhor posição |
| ----------------------------------------------- | -------------- |
| Japão (Oricon)                                  | 54             |
| Coreia do Sul (Gaon)                            | 1              |
| Coreia do Sul (Gaon) relançamento Run Devil Run | 1              |

### Tabelas de fim de ano
| Tabelas musicais (2010)                         | Melhor posição |
| ----------------------------------------------- | -------------- |
| Coreia do Sul (Gaon)                            | 2              |
| Coreia do Sul (Gaon) relançamento Run Devil Run | 4              |

| Tabelas musicais (2011)                         | Melhor posição |
| ----------------------------------------------- | -------------- |
| Coreia do Sul (Gaon)                            | 76             |
| Coreia do Sul (Gaon) relançamento Run Devil Run | 44             |

## Histórico de lançamento
| Versão        | País          | Data                                                                             | Distribuidora     | Formato |
| ------------- | ------------- | -------------------------------------------------------------------------------- | ----------------- | ------- |
| Oh!           | Coreia do Sul | 28 de janeiro de 2010                                                            | SM Entertainment  | CD      |
| Oh!           | Japão         | 2 de fevereiro de 2010                                                           | Rhythm Zone       | CD      |
| Oh!           | Hong Kong     | 19 de fevereiro de 2010                                                          | Avex Asia         | CD      |
| Oh!           | Tailândia     | 9 de março de 2010                                                               | GMM Grammy        | CD      |
| Oh!           | Taiwan        | 12 de março de 2010                                                              | Avex Taiwan       | CD      |
| Oh!           | Filipinas     | 19 de março de 2010                                                              | Universal Records | CD      |
| Run Devil Run | Coreia do Sul | 22 de março de 2010                                                              | SM Entertainment  | CD      |
| Run Devil Run | Taiwan        | 23 de abril de 2010                                                              | Avex Taiwan       | CD      |
| Run Devil Run | Filipinas     | 22 de maio de 2010 (lançamento especial) 29 de maio de 2010 (lançamento oficial) | Universal Records | CD      |

## Prêmios
- 25º Golden Disk Awards: Disk Bonsang Award
- 25º Golden Disk Awards: Disk Daesang Award